# Райна Томова
Райна Томова е българска сценаристка,   режисьорка и драматург.

## Биография
Родена е на 8 септември 1940 г. в Стара Загора. Завършва ВИТИЗ „Кръстьо Сарафов" със специалност актьорско майсторство. Няколко години играе на сцената на театрите в Хасково и Кърджали.
Сценаристка и режисьорка е на игрални и документални филми. Авторка е на поредица от документални филми за трудните деца, за заселването на Странджа-Сакар и др.
Автор е и на пиеси, като драматург работи в десетки театрални постановки в страната.
Издава две стихосбирки, нейни произведения са публикувани в периодичния печат.
Неин съпруг от 1963 г. е Йосиф Сърчаджиев, от когото има дъщеря – Ана, и син – Пролетсин. Умира на 20 февруари 2024 г. в София.

## Филмография (частична)
Като режисьор
- Помен (1979)

Като сценарист
- Завръщане (1983)
- Трудни деца (1982)
- Адаптация (1981)
- Помен (1979)
- Дубльорът (1974)